# Lagarith
Lagarith — открытый кодек, созданный для кодирования видеоданных без потерь информации. Разработан Бэном Гринвудом (Ben Greenwood). Базируется на известном кодеке Huffyuv, примерно сравним с ним по быстродействию, превосходит по степени сжатия. Кодек хорошо сжимает видео с преобладанием статических изображений. Это достигается за счёт поддержки недействительных фреймов, то есть если предшествующий фрейм идентичен текущему, то он используется снова, а текущий отвергается.

## Особенности
- Lagarith работает в цветовых пространствах RGB24, RGB32, RGBA, YUY2 и YV12.
- Последние версии поддерживают многопроцессорность.
- Обеспечивается сжатие на 10-30 % лучше в сравнении с Huffyuv.
- От Huffyuv унаследован перевод YUY2 видео в RGB.
- Функция перевода YV12 в YUY2 была взята из AviSynth.
- Каждый кадр может быть отдельно декодирован, это облегчает поиск, вырезание, объединение.

Можно отметить такие недостатки:
- Не кроссплатформенный: энкодер существует только для Windows, в других ОС доступен декодер в составе FFmpeg.
- Медленнее, чем Huffyuv, продолжающий развиваться UT Video[англ.] и относительно новый MagicYUV[1]. Это важно, если кодек используется для промежуточного хранения.
- Меньше степень сжатия, чем у FFV1[англ.] и H.264 в lossless-режиме[2]. Это играет роль при архивном хранении.
- По нынешним меркам слабая поддержка цветовых пространств: только 8-битные форматы, недоступен YUV 4:4:4.